# Spiridon Zurnadzis
Spiridon Zurnadzis (gr. Σπυρίδων Ζουρνατζής; ur. 7 października 1935 w Sofades, zm. 13 września 2022) – grecki polityk, dziennikarz i prawnik, w 1973 wiceminister, w 1989 poseł do Parlamentu Europejskiego II kadencji.

## Życiorys
Studiował prawo i nauki polityczne na Uniwersytecie Narodowym im. Kapodistriasa w Atenach. Początkowo od 1960 praktykował jako prawnik, później zajął się dziennikarstwem. Był m.in. szefem gazety politycznej „Prooptiki” (Προοπτική), w latach 1974–1997 pisał dla konserwatywnego dziennika „Estia” (Εστία). Opublikował także kilka książek o tematyce współczesnej polityki greckiej. Od października do listopada 1973 sprawował funkcję wiceministra podległego premierowi Spiridonowi Markiezinisowi (podczas próby demokratyzacji rządów czarnych pułkowników).
Na początku 1984 należał do założycieli ugrupowania Ethniki Politiki Enossis (Narodowa Unia Polityczna) pod nieformalnym przywództwem uwięzionego Jeorjosa Papadopulosa, znalazł się w jego sekretariacie. W 1984 kandydował do Parlamentu Europejskiego, mandat objął 9 lutego 1989 po rezygnacji Aristidisa Dimopulosa. Przystąpił do grupy Europejska Prawica, został członkiem m.in. Komisji ds. Petycji, Komisji ds. Kontroli Budżetu oraz Delegacji ds. stosunków z Cyprem.